# Dimitrios Linardatos
Dimitrios Linardatos (* 6. August 1984 in Marousi, Griechenland) ist ein griechisch-deutscher Autor, Jurist und Professor an der Universität des Saarlandes.

## Werdegang
Linardatos wurde in Griechenland, in Maroussi geboren. Nach dem Abitur am Grotefend-Gymnasium in Hann. Münden studierte er Rechtswissenschaften an der Philipps-Universität Marburg. Es folgten die Promotion zu einem zahlungsdiensterechtlichen Thema an der LMU München und eine knapp zweijährige Anwaltszeit bei Hengeler Mueller in Düsseldorf. Er habilitierte sich an der Universität Mannheim am Lehrstuhl von Georg Bitter zu einem Digitalisierungsthema. Verliehen wurden ihm die Lehrbefugnisse Bürgerliches Recht, Handels- und Gesellschaftsrecht, Bankrecht, Recht der Digitalisierung.
Linardatos lehnte 2022 den Ruf auf die W3-Professur für Bürgerliches Recht und Digitalisierung an der Europa-Universität Viadrina Frankfurt (Oder) ab und nahm den Ruf auf die W3-Professur für Bürgerliches Recht, Recht der Digitalisierung und Wirtschaftsrecht (Nachfolge Michael Martinek) an der Universität des Saarlandes an.

## Schriften (Auszug)
- Das Haftungssystem im bargeldlosen Zahlungsverkehr nach Umsetzung der Zahlungsdiensterichtlinie. Nomos-Verlag 2013, ISBN 978-3-8487-0709-6
- Rechtshandbuch Robo Advice – Automatisierte Finanz- und Versicherungsdienste. C.H.Beck-Verlag 2020, ISBN 978-3-406-72943-0
- Dilemmata und der Schleier des Nichtwissens – Lösungskonzepte für den autonomen Straßenverkehr. Duncker & Humblot 2021, ISBN 978-3-428-18222-0
- Autonome und vernetzte Aktanten im Zivilrecht – Grundlinien zivilrechtlicher Zurechnung und Strukturmerkmale einer elektronischen Person. Mohr Siebeck 2021, ISBN 978-3-16-160756-1